# The Sleepover (película de 2020)
El Sleepover (también conocido como "La noche que salvamos a mamá" y "Una noche de locos") es una película de comedia de acción estadounidense del 2020 dirigida por Trish Sie, con un guion de Sarah Rothschild. Está protagonizada por Sadie Stanley, Maxwell Simkins, Ken Marino, Cree Cicchino, Lucas Jaye, Karla Souza, Enuka Okuma, Erik Griffin, Joe Manganiello y Malin Åkerman. Cuenta la historia de una niña y sus amigos que tienen una somnolencia cuando se enteran de que su madre es un ex ladrón bajo protección de testigos que vuelve a esa vida cuando su viejo grupo la ubica con éxito. La película fue lanzada el 21 de agosto de 2020 por Netflix.

## Trama
En Boston, Clancy Finch es invitada por su enamorado Travis Schultz a una fiesta en su casa. Su hermano Kevin es atrapado bailando en el baño por algunos estudiantes mayores que lo graban y lo intimidan, pero la madre de Clancy y Kevin, Margot, la monitora del almuerzo, los asusta. Los acosadores suben un video remix de Kevin bailando y Margot amonestándolos a YouTube, donde rápidamente se vuelve viral y obtiene más de dos millones de visitas.
Kevin, Clancy y su amiga Mim son recogidos por su padre Ron, un pastelero torpe. Clancy les pregunta a sus padres si puede ir a la fiesta de Travis y ambos dicen que no, lo que la lleva a insultar a su madre y a castigarla. Más tarde, el amigo de Kevin, Lewis, viene a pasar la noche en una tienda de campaña en el patio trasero.
Esa noche, Clancy y Mim se escapan. De camino a la fiesta, primero asustan a los niños, lo que hace que Lewis corra a la casa a orinar. Mientras está en el baño, se da cuenta de que un hombre y una mujer irrumpen en la casa, obligan a Ron a punta de pistola y a Margot (a quien llaman «Matilda») a ir con ellos bajo la amenaza de muerte de Ron para volver a unir a su grupo. Margot está de acuerdo, quitándose el collar mientras traen a un despistado Ron. Lewis vuelve corriendo a la tienda y les cuenta a los demás lo que pasó.
Sin creerle, los cuatro corren hacia adentro hasta que notan que el agente de los alguaciles de los Estados Unidos, Henry Gibbs, se cuela en la casa. Creen que es un intruso y lo atacan, atándolo a una silla. Él les dice que Margot estaba en el Programa de Protección de Testigos porque entregó al jefe del sindicato del crimen en el que estaba, pero que fue localizada debido al video viral.
En otro lugar, Elise y su socio reciben información sobre la misión. También está presente el ex prometido criminal de Margot, Leo Bouchot, que había estado en el Programa de Protección de Testigos antes de que lo encontraran.
Los niños siguen las pistas que Margot les dejó en la harina y su collar cuando se la llevaron, lo que los lleva a una unidad de almacenamiento, un centro secreto de espionaje. Llevan un auto espía autónomo a la fiesta de Travis. Travis acepta llevarlos al centro de Boston en el bote de su familia, pero la Guardia Costera de los Estados Unidos los detiene y tiene una licencia revocada.
Los cuatro saltan y se alejan nadando, luego llegan al edificio donde creen que se encuentran sus padres. En cambio, encuentran un pasadizo secreto detrás de una pintura del poeta favorito de Margot, W. B. Yeats, que los lleva al escondite del mejor amigo de Margot, Jay, quien rastrea el chip GPS de Margot hasta una gala extravagante. Jay les dice a los niños que se queden, pero Clancy la esposa a una tubería para que todos puedan irse.
En la gala, Ron, Margot y Leo intentan robar la corona de la Reina de Moldana envenenándola. Al conocerla, Ron ingiere accidentalmente el veneno y vomita por todas partes, luego la seguridad de la gala los detiene. Cuando están a punto de ser enviados al FBI, Margot y Leo noquean a todos los guardias de seguridad. Van con Ron al piso principal, donde encuentran a los cuatro niños, que entraron fingiendo ser músicos en vivo. Los siete escapan a la casa segura de Leo.
Allí, descubren que Leo nunca estuvo en el Programa de Protección de Testigos, pero en realidad es el nuevo jefe del sindicato. Elise los retiene a punta de pistola y llama a la policía para incriminarlos por el robo. Ron le arroja una araña lobo para que suelte su arma y luego le dispara a la lámpara de araña. Margot enciende un auto que Ron usa para llevar a Leo a un montón de barriles de construcción, luego Margot le quita la corona de las manos y Clancy la atrapa.
La policía de Boston arresta a Leo y a los involucrados. Henry lleva a todos de regreso a la casa de Finch, donde Travis le devuelve la chaqueta a Clancy y la madre de Lewis lo recoge. Todos vuelven a su vida normal.

## Reparto
- Sadie Stanley como Clancy, una joven hija de Ron y Margot
- Maxwell Simkins como Kevin, el hermano de Clancy
- Ken Marino como Ron, un pastelero torpe que es el padre de Clancy y Kevin
- Malin Åkerman como Margot, una exladrona de un sindicato del crimen que está en el programa de protección de testigos operando como monitora de almuerzos
- Cree Cicchino como Mim, una amiga obsesionada con las redes sociales de Clancy y Kevin
- Lucas Jaye como Lewis, un amigo tenso de Kevin
- Karla Souza como Jay, la mejor amiga de Margot
- Enuka Okuma como Elise / Dark Figure, una criminal que conoce a Matilda
- Erik Griffin como Henry Gibbs, un Agente de los Alguaciles de los Estados Unidos
- Joe Manganiello como Leo, el ex prometido de Matilda que se convierte en el nuevo líder del sindicato del crimen del que Matilda formaba parte
- Harry Aspinwall como Baxter / Pizza Guy, que reparte pizzas
- Matthew Grimaldi como Travis Schultz, el interés amoroso de Clancy
- Marissa Carpio como la Sra. Patoc
- Savanna Winter como Emma / Chica mala
- Daniel Washington como Jefe de Seguridad
- Jasbir Mann como Rey de Moldana
- Enku Gubaie como Reina de Moldana

## Producción
En agosto de 2019 fue anunciado que Malin Åkerman, Ken Marino, Joe Manganiello, Erik Griffin, Karla Souza, Enuka Okuma, Sadie Stanley, Maxwell Simkins, Cree Cicchino y Lucas Jaye se habían unido al elenco de la película, con Trish Sie dirigiendo de un guion de Sarah Rothschild. LD Entertainment producirá la película, mientras Netflix la distribuirá.

### Filmación
La fotografía principal empezó en agosto de 2019.

## Lanzamiento
Fue lanzado el 21 de agosto de 2020 en Netflix.

## Recepción
En la página web del agregador de revisión Rotten Tomatoes, la película tiene una calificación de aprobación del 70% basada en 20 opiniones, con una calificación media de 6.4/10. Metacritic le asignó una puntuación media ponderada de 44 sobre 100, basada en ocho críticos, indicando «revisiones mixtas o medias».